# المعاهدة الأنجلو عراقية (1930)

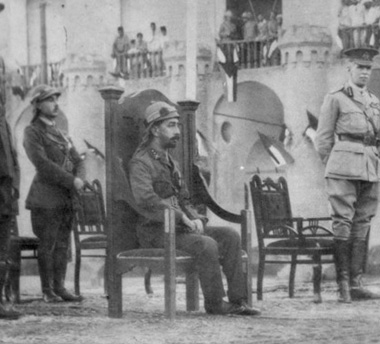

المعاهدة الأنجلو عراقية 30 يونيو 1930 بين المملكة المتحدة وإدارة الانتداب البريطاني بالعراق وبُنِيت على معاهدة سابقة (1922) ولكن أخذت في الاعتبار ازدياد أهمية العراق للمصالح البريطانية بعد اكتشافات النفط في عام 1927. جرى توقيع الاتفاقية في 30 يونيو 1930 بين رئيس وزراء العراق نوري السعيد والمندوب السياسي البريطاني، فرانسس همفري، ومدتها 25 سنة من التحالف.
المملكة المتحدة احتلت العراق حينها تحت صيغة انتداب من عصبة الأمم. معاهدة 1930 أعطت طريقاً للعراق نحو الاستقلال الاسمي بعد سنتين من المعاهدة عند نهاية الانتداب. الغرض الرئيسي للمعاهدة كان اعطاء البريطانيين مختلف الحقوق التجارية والعسكرية داخل البلاد بعد الاستقلال بدون أي مقابل يحصل عليه العراق. منتقدو المعاهدة يشيرون إلى حقيقة أن المعاهدة لم يحدث عليها تفاوض، بل تم إملاؤها على حكومة العراق التي كانت بريطانيا تسيطر عليها، وذلك لتجنب أي احتمال لمفاوضات حقيقية مع حكومة ما بعد الاستقلال.
المعاهدة أعطت البريطانيين حقوقاً غير محدودة لوضع قواتهم المسلحة في العراق. كما أعطتهم أيضاً حقاً غير مشروط ولا محدود لنقل القوات من وإلى العراق. في عام 1941، بنود هذه الاتفاقية استخدمتها بريطانيا كمبرر لغزو العراق واحتلاله اثر قيام انقلاب وطني بقيادة رشيد عالي الكيلاني الذي اتصل بقوات المحور. البريطانيون استخدموا بنود المعاهدة مبرراً لاحتلالهم العراق والذي دام رسمياً حتى عام 1947. وبينما كانوا يذيعون نيتهم بالمغادرة، حاولوا اجبار الحكومة العراقية التي عينوها أن توقع على معاهدة عسكرية جديدة تعطي البريطانيين صلاحيات أوسع من تلك الممنوحة في معاهدة 1930. وبالرغم من أن حكومة بغداد وقعت تلك المعاهدة إلا أنها لم تدخل حيز التنفيذ بسبب الاضطرابات والمظاهرات العارمة في العراق ضدها.

## أهم ما ورد فيها
قادة القوات الجوية الملكية البريطانية في الحبانية.
تقضي المعاهدة بأن تجري مشاورات كاملة وصريحة بين الحكومتين في جميع شؤون السياسة الخارجية التي قد تؤثر على المصالح المشتركة للفريقين. ويتعهد كل فريق أن لا يتخذ سياسة تتعارض مع هذه المعاهدة أو قد تخلق بعض المشاكل للفريق الثاني.(المادة الأولى).
وفي حالة وقوع أي نزاع بين العراق ودولة ثالثة يوحد الفريقان مساعيهما لحسم الخلاف بالطرق السلمية( م3). أما في حالة الحرب مع تلك الدولة، فيجب أن يبادر كل من الفريقين إلى مساعدة الفريق الثاني. وتنحصر مساعدة جلال ملك العراق في ان يقدم إلى صاحب الجلالة البريطانية في الأراضي العراقية جميع ما في وسعه من المساعدات والتسهيلات، ومنها استخدام السكك الحديد والأنهر والموانئ والمطارات ووسائل المواصلات.(م4) وأن تؤجر القواعد الجوية إلى صاحب الجلالة البريطانية بالشروط المدرجة في ملحق المعاهدة.(م5) وان تنتقل جميع المسؤوليات التي كانت مترتبة على صاحب الجلالة البريطانية فيما يتعلق بالعراق إلى عاتق صاحب الجلالة ملك العراق وحده.( م8)على أن توضع هذه المعاهدة موضع التنفيذ حالما يصبح العراق عضوا في عصبة الأمم. وتسري هذه المعاهدة لمدة خمس وعشرين سنة، ابتداء من حصول العراق على العضوية.
وقد وردت على هذه المعاهدة ملاحق متعددة توضح تفصيلات تطبيقاتها.
كما لقيت هذه المعاهدة معارضة شديدة من معظم الأحزاب والصحافة العراقية.
المنتقدون لا يرون في المعاهدة أكثر من غطاء لعمل البريطانيين على الانتقاص الدائم لاستقلال العراق ومنح انفسهم حق التدخل في الشئون الداخلية للعراق كيفما شاؤوا. تلك المعاهدات دائماً ما تمحورت حول حماية سبل حصول الشركات البريطانية على نفط العراق، وحق البريطانيين في التدخل العسكري.

## روابط خارجية
- Anglo-Iraqi Treaty of 1930 (Wikisource full text)
- "Free Baghdad". Time Magazine. 14 يوليو 1930. مؤرشف من الأصل في 2013-08-27. اطلع عليه بتاريخ 2009-08-17.